# Комнина Неманя
Комнина Неманя е съпруга на Димитри Прогон, архонт на Круя. След смъртта му е съпруга на Григор Камона, архонт на Елбасан. Комнина Неманя е дъщеря на Стефан Първовенчани и Евдокия Ангелина.  Приема се, че влиза в династичен съюз с владетелите на арбанската или арбанашката земя, с цел ограничаване на венецианското влияние върху тези изолирани западни земи, което е с център Драч на последвалото кралство Албания.
Комнина има четири братя – Стефан Радослав (крал), Стефан Владислав (крал) и Сава II (архиепископ сръбски), както един полубрат - Стефан Урош I и една полусестра и майка на средецкия севастократор Калоян.
Дъщеря ѝ Григория е омъжена за Голем – господар на Круя и Елбасан. 